# Coilócito

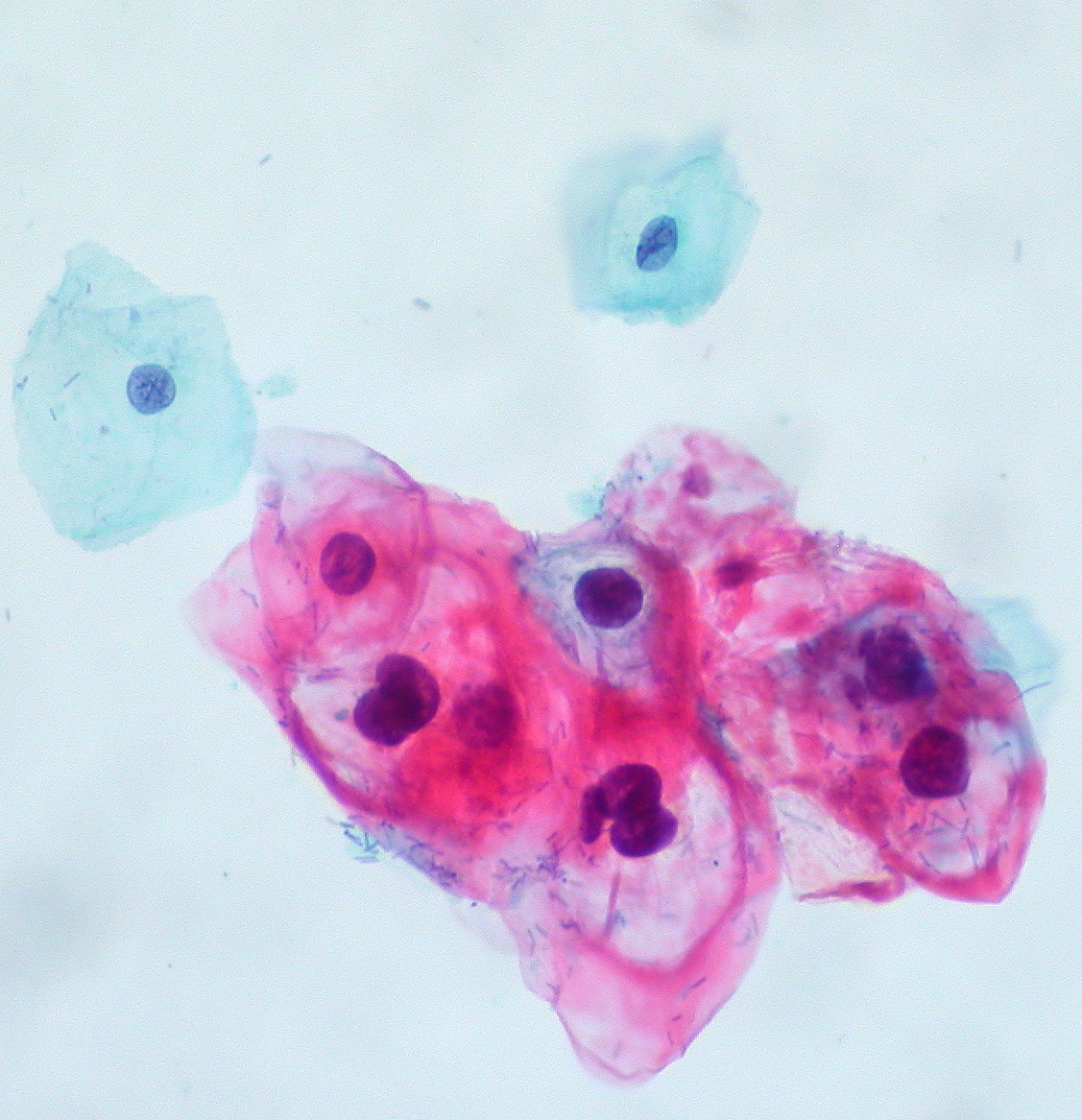
Coilócitos numa citologia de raspagem, teste Papanicolau, neste caso positivo para infeção por HPV.

Coilócito é uma célula epitelial escamosa, resultante da infecção da célula pelo HPV. São células em forma de ovo estrelado, com núcleo rodeado por um halo claro e redondo, pode evoluir para um condiloma ou então um carcinoma espinho-celular.

## Caraterísticas celulares
- Aumento nuclear (duas a três vezes o normal) ou aumento da relação núcleo/citoplasma
- Irregularidade nuclear ou atipia nuclear
- Hipercromasia nuclear
- Halo claro perinuclear. [1]